# Bachantka (obraz Jacka Malczewskiego)
Bachantka lub Portret kobiety – obraz olejny autorstwa Jacka Malczewskiego, namalowany w 1907 roku. Obecnie dzieło znajduje się w zbiorach Lwowskiej Galerii Sztuki.
Obraz Bachantka jest portretem Marii Bal (Marii Balowej) z Zaleszczyk, z baronów Brunickich (ur. 26 lipca 1879 – zm. 1 stycznia 1955 w Krakowie), która była wieloletnią modelką, powierniczką i kochanką Malczewskiego po rozpadzie jej pierwszego małżeństwa ze Stanisławem Jakubem Balem, ziemianinem z posiadłości w Tuligłowach.